# 吉野阿貴
吉野 阿貴（よしの あき、9月30日 - ）は、日本の漫画家。大阪府出身。血液型はA型。
2003年、『月刊flowers』（小学館）10月号に掲載の「なつまつり」にてデビューした。

## 書籍
- ただ、君を愛してる（原作：市川拓司  2006年9月29日初版発行 ISBN 4091306500）
- ハートの王様（2007年6月26日初版発行 ISBN 9784091311238）
  - 収録作品:ハートの王様/ハートの王女様/世界を花で埋めて/海に抱かれて/36センチ
- ゆる恋（2007年9月26日初版発行 ISBN 9784091312075）
  - 収録作品:ゆる恋/三度目の告白/ハッピー♥バースデー
- シューカツ!!（全2巻）
  1. 2008年1月25日初版発行 ISBN 9784091314604　
  2. 2008年6月26日初版発行 ISBN 9784091316875
- キミはキラキラ（2009年2月15日初版発行 ISBN 9784091322395）